# Probles exilis
Probles exilis là một loài tò vò trong họ Ichneumonidae.